# Estación La Leonera
La Leonera es un paradero de servicios ferroviarios locales ubicada en el ramal San Rosendo - Talcahuano y perteneciente a la comuna de Chiguayante. 

## Historia
Originalmente no poseía andén y la detención de algunos servicios era facultativa. Luego, en 2001, se construyó un andén  con refugios y una oficina de movilización, pasándose a llamar oficialmente Valle del Sol. Su letrero estaba sin nombre, y normalmente se adoptaba el nombre de La Leonera, en los boletos expedidos a bordo, y en otros documentos. Hasta el 23 de noviembre de 2005, operó Valle del Sol, luego de lo cual dio paso a la actual Estación La Leonera, ubicada unos 50 m al noroeste.  En ese mes se había terminado la construcción de la segunda vía electrificada Chiguayante -  La Leonera, y habilitación del patio de maniobras con sus desvíos para la operación de bucles.
Actualmente, está en operación la oficina de movilización hasta que entre en régimen el nuevo sistema de movilización. 

## Servicios

### Actuales
Desde la década de 1990 la estación presta servicios entre Talcahuano, Concepción y Laja. Es para el 1 de mayo de 2008 que inician los servicios del actual tren Talcahuano-Laja. El servicio presta ocho servicios diarios.